# Skövde AIK
Skövde AIK es un club de fútbol sueco de Skövde. El club se fundó en 21 de junio de 1919. El club juega en 2017 en la Primera División de Suecia.

## Jugadores notables
- Johan Mårtensson - (Helsingborgs IF)
- Jakob Orlov - (SK Brann)
- Jonas Lindberg - (Ljungskile SK)

- Datos: Q1779077